# Lilia Costabile
Lilia Costabile (Torre del Greco, 15 maggio 1951) è un'economista italiana.
Si è laureata in filosofia a Firenze nel 1976. In seguito ha conseguito una specializzazione in Economia dello sviluppo presso il Centro di Formazione di Portici dell'Università Federico II di Napoli. Ha ottenuto un M. Phil. nel 1980 e un Dottorato di ricerca in Economia politica nel 1987 presso l'Università di Cambridge.
I suoi principali interessi di ricerca riguardano la teoria e la storia monetaria, il problema della disoccupazione, la questione dell’efficienza delle istituzioni e dello sviluppo economico del Mezzogiorno d'Italia.
Ha ricevuto il Premio Presidente della Repubblica 2016 per la Classe di Scienze Morali, Storiche e
Filologiche, assegnato dall'Accademia dei Lincei. Il premio le è stato consegnato al Quirinale il 5 giugno 2019 dal Presidente Sergio Mattarella.
È Fellow della Royal Historical Society; Vice Presidente del Consiglio Accademico della "European Association for Banking and Financial History"; Life Member di Clare Hall, Cambridge; socia dell'Accademia Pontaniana; Membro dell'Associazione nazionale per gli interessi del Mezzogiorno d'Italia (ANIMI).

## Carriera accademica
Negli anni 1983-87 è stata ricercatrice presso l’Università della Calabria; nel triennio 1987-90
Professore Associato di Economia politica presso l'Università Federico II di Napoli; dal 1990
Professore Ordinario di Economia Politica presso la stessa Università.
Nel 1998-2001 è stata Membro del Consiglio di Presidenza della Società italiana degli economisti e
direttore della Rivista Italiana degli Economisti; nel 2001-2004 Vice Presidente della Società
Italiana degli Economisti, e membro del Comitato scientifico della Rivista di Economia Politica.
È stata Visiting Professor presso l'Università di Cambridge nel 1990, e presso la
Facoltà di Economia dell'Università del Massachusetts ad Amherst nel 1994. È stata inoltre
Visiting Fellow presso l'Institute of Industrial Relations dell'Università di Berkeley nel 1997; presso la Banca Nazionale del Belgio nel 2004; presso la Banca d'Italia nel 2017.
È stata Coordinatore Nazionale di numerosi progetti di ricerca, tra i quali si ricordano: nel 1995 il
progetto del C.N.R. "Istituzioni e sviluppo economico nel Mezzogiorno"; dal 2001 al 2009 tre
progetti di rilevante interesse nazionale del MIUR sulla Teoria e politica economica nel pensiero
degli economisti italiani; nel 2015-2018 il progetto della Banca Centrale Europea su
"Minimalism vs. Activism in Central Banking. Lessons from the History of Economic Thought and
Central Bank Practice".
Nel corso della sua carriera ha ricevuto diverse borse di studio, tra le quali:
- Scuola Italiana di Storia del pensiero Economico, Roma (1973-74)
- Fondazione Feltrinelli, borsa di studio annuale (1978)
- Fondazione Luigi Einaudi di Torino, borsa di studio per l'estero (1979-1980)[6]
- Istituto universitario europeo di Firenze, borsa di studio annuale (1980)
- British Council, borsa di studio per il Regno Unito (1981-1982)
- Consiglio Nazionale delle Ricerche, borsa di studio per l'estero (1982-1983)